# ماری کارمن رامیرس
ماری کارمن رامیرس (اسپانیایی: Mary Carmen Ramírez‎؛ زادهٔ ۴ سپتامبر ۱۹۳۲) خواننده متزوسوپرانوی اپرا و بازیگر اهل اسپانیا است.
از فیلم‌ها یا برنامه‌های تلویزیونی که وی در آن نقش داشته‌است، می‌توان به روزگار خوش و امکانش هست؟ اشاره کرد.